# Primer festival internacional de la cancion popular
Primer festival internacional de la cancion popular, pubblicato nel 1973 dalla cilena DICAP (Discoteca del cantar popular), documenta, come da titolo, il primo festival internazionale della canzone popolare tenuto in Cile lo stesso anno. Al festival parteciparono alcuni tra i più importanti esponenti della Nueva Canción Chilena (gli Aparcoa, gli Inti-Illimani, i Quilapayún, Isabel Parra, Tito Fernández.), ma anche artisti stranieri (come i finlandesi Agit-prop o l'uruguaiano Alfredo Zitarrosa). Tutti i brani presenti nel disco sono stati registrati dal vivo durante il festival. Questo disco non è mai stato pubblicato o distribuito in Italia.

## Tracce
1. Obertura
2. Que se vayan del canal - Aparcoa
3. Guantanamera - Rolando Ojeda
4. Dónde está la paz - Marcelo
5. Cuando sea grande - Tito Fernández
6. Chamarrita de los milicos - Alfredo Zitarrosa
7. En esta tierra que tanto quiero - Isabel Parra
8. Cueca de la CUT - Inti-Illimani
9. A un ave - Flora Margarita
10. Paz, amistad, solidaridad - Agit-Prop
11. Soneto 93 -  César Isella
12. El pueblo unido jamás será vencido -  Quilapayún
13. Las ollitas -  Quilapayún

## Formazione degli Inti-Illimani
- Jorge Coulón, Horacio Salinas e Josè Seves: voce, chitarra
- Max Berrú: voce, bombo
- Josè Miguel Camus: pandero, voce